# Timp zero
Timpul zero este momentul în care universul avea vârsta 10-43 secunde după Big Bang. Aceasta este așa-numita bariera Planck dincolo de care, mergând spre zero, mecanica cuantică nu mai e valabilă. Perioada de la 0 la așa-zisul timp zero ( de la 0 la 10-43 sec.) se numește Epoca Planck.

## Proprietăți
În acel moment (10-43 sec.) temperatura universului era de 1032°C, iar densitatea era de 1088 t/cm3. În momentul t=10-35s s-a produs ruptura de simetrie.

## Definiție
Timpul Plank este definit ca
{\displaystyle t_{P}\equiv {\sqrt {\frac {\hbar G}{c^{5}}}}\approx 5.39124(27)\times 10^{-44}{\mbox{ s}}}
unde:
{\displaystyle \hbar =h/2\pi } este constanta lui Planck redusă (uneori {\displaystyle h} este folosit în loc de {\displaystyle \hbar } în definiție)
G = constanta gravitațională
c = viteza luminii în vid
s este unitatea SI de măsurare a timpului (secunda)